# Dzieginiewo (sielsowiet Gudogaje)
Dzieginiewo (biał. Дзягенева; ros. Дегенево) – dawny folwark. Tereny, na których był położony, leżą obecnie na Białorusi, w obwodzie grodzieńskim, w rejonie ostrowieckim, w sielsowiecie Gudogaje.

## Historia
W czasach zaborów folwark i młyn w gminie Polany, w powiecie oszmiańskim, w guberni wileńskiej Imperium Rosyjskiego. W 1905 roku folwark liczył 22 mieszkańców, 184 dziesięcin, młyn liczył 8 mieszkańców, własność Zienkowicza. Stanowiło wówczas siedzibę okręgu wiejskiego..
W latach 1921–1945 folwark a następnie majątek leżał w Polsce, w województwie wileńskim, w powiecie oszmiańskim, w gminie Polany.
W 1931 wieś w 3 domach zamieszkiwały 33 osoby.
Wierni należeli do parafii rzymskokatolickiej w Gudogajach. Miejscowość podlegała pod Sąd Grodzki w Oszmianie i Okręgowy w Wilnie; właściwy urząd pocztowy mieścił się w Ostrowcu.